# Carlos Fernández (honduraski piłkarz)
Carlos Roberto „Mumita” Fernández Martínez (ur. 17 lutego 1992 w Triunfo de la Cruz) – honduraski piłkarz występujący na pozycji skrzydłowego, od 2024 roku zawodnik Génesis.